# Касьянов, Михаил Михайлович
Михаи́л Миха́йлович Касья́нов (род. 8 декабря 1957, Солнцево, Московская область) — российский государственный, политический и общественный деятель. Занимал пост председателя политической партии «Партия народной свободы» (ранее — «РПР-ПАРНАС», в 2012—2015 годах являлся сопредседателем) с 16 сентября 2010 года до её ликвидации 25 мая 2023 года, председатель «Российского народно-демократического союза» с 2006 года.
Председатель Правительства Российской Федерации с 17 мая 2000 по 24 февраля 2004 года. В 2017 году Forbes назвала Касьянова одним из самых эффективных премьер-министров в истории современной России. Однако, по оценке Владимира Путина, активность Касьянова в последние два года его работы на посту председателя правительства «была нулевой», при этом он озвучил тот факт, что другие министры называли Касьянова «Миша Два процента», намекая на его коррупционные связи.
С 2005 года Касьянов находится в политической оппозиции к руководству России, в июне 2022 года покинул Россию.

## Биография
Родился 8 декабря 1957 года в Солнцево Московской области. Отец Михаил Фёдорович Касьянов был директором школы, затем — преподавателем математики в школе, отвоевал всю войну. Мать Мария Павловна — главный экономист, начальник отдела Главмосстроя. В детстве учился в музыкальной школе, играл на виолончели. В старших классах и в институте играл в рок-ансамбле.
В 1974—1976 годах учился в Московском автомобильно-дорожном институте (МАДИ).
В 1976—1978 годах служил в армии, проходя службу на территории Московского военного округа в комендантской роте (почётный караул при комендатуре Москвы).
В 1978—1981 годах работал старшим техником, затем инженером во Всесоюзном проектном и научно-исследовательском институте промышленного транспорта Госстроя СССР, одновременно продолжив учёбу на вечернем отделении МАДИ.
В 1981 году окончил МАДИ, получив специальность «инженер-строитель».
С февраля 2022 года является участником Антивоенного комитета России.
В июне 2022 года Касьянов покинул Россию.
24 ноября 2023 года Минюст РФ внёс Касьянова в список «иностранных агентов».

## Профессиональная деятельность

### Госплан РСФСР
В 1981 году был принят в аппарат Государственного планового комитета (Госплана) РСФСР, где проработал 9 лет: инженером, экономистом, главным специалистом, начальником подотдела Отдела внешнеэкономических связей. В 1987 году окончил Высшие экономические курсы при Госплане СССР.

### В Минэкономики и Минфине
В 1990—1991 годах — начальник подотдела Управления внешнеэкономических связей Государственного комитета экономики РСФСР (РФ).
В конце августа 1991 года Госкомэкономики РСФСР был упразднён, а вместо него было создано Министерство экономики РСФСР. В новом министерстве Касьянов стал заместителем начальника отдела Управления внешнеэкономической деятельности.
11 ноября 1991 года по указу президента РСФСР Бориса Ельцина Министерство экономики РСФСР и Министерство финансов РСФСР были объединены в Министерство экономики и финансов РСФСР, возглавил которое Егор Гайдар.
С 1992 по 1993 год Касьянов — начальник подотдела промышленно развитых стран и международных организаций Сводного отдела внешнеэкономических связей Министерства экономики РФ. В 1993 году по приглашению министра финансов Бориса Фёдорова Касьянов переходит на работу в Минфин руководителем Департамента иностранных кредитов и внешнего долга. В 1994 году назначен также и членом Коллегии Министерства финансов.
В ноябре 1995 года был назначен заместителем министра финансов Владимира Панскова. После формирования в августе 1996 года нового правительства Черномырдина, министерство финансов возглавил Александр Лившиц — Касьянов сохранил должность заместителя.
В 1994—1996 годах вёл переговоры с кредиторами Парижского и Лондонского клубов по урегулированию долга бывшего СССР (около $150 млрд). После ряда ежегодных соглашений об отсрочке долговых платежей российские переговорщики во главе с Касьяновым в 1996 году достигли глобальной договорённости с Парижским и Лондонским клубами о всеобъемлющей реструктуризации долга бывшего СССР на 25-летний период с 7-летним льготным периодом, в течение которого Россия должна была погашать только часть начисляемых процентов. В результате этого глобального соглашения Россия получила доступ на международные рынки капитала. В июне 1996 года после проведения Михаилом Касьяновым презентаций России и перспектив развития её экономики в международных финансовых центрах (road show) Российская Федерация впервые после 1913 года выпустила свои долговые обязательства (еврооблигации) на европейском и американском рынках капитала. Страну вновь стали считать добросовестным заемщиком. Российские банки и предприятия получили возможность заимствовать дешёвый иностранный капитал для финансирования своих инвестиций в экономику страны. Частные иностранные инвесторы получили от своих правительств согласие на осуществление прямых инвестиций в экономику России.
С апреля 1996 года, по сообщениям СМИ, Касьянов наравне с председателем правления Национального резервного банка Александром Лебедевым считался вероятным претендентом в руководители Внешэкономбанка (место было вакантным с февраля 1996 года). В итоге в октябре должность занял первый заместитель председателя правления Национального резервного банка Андрей Костин.
В дальнейшем работал заместителем министра финансов, когда на этом посту Лившица сменил Анатолий Чубайс (март—ноябрь 1997), а затем Михаил Задорнов (с ноября 1997).
В августе 1998 года в России разразился экономический кризис и произошёл дефолт. После дефолта Касьянов был назначен председателем рабочей группы для проведения переговоров по реструктуризации внешнего государственного долга России и внешних долгов частных банков страны. Он также возглавил переговоры с российскими кредиторами по урегулированию внутреннего государственного долга. Российские представители, путём сложных переговоров, достигли временных договоренностей с кредиторами, чтобы избежать новых ударов по ослабленной финансовой системе страны. Касьянову удалось достичь понимания с Международным валютным фондом: появились перспективы приемлемого для России соглашения. Переговоры способствовали стабилизации курса рубля[как?], что, в свою очередь, снизило инфляцию и привело к оживлению реального сектора экономики. Эти успехи придали Касьянову статус успешного переговорщика и «главного финансового дипломата». В феврале 1999 года председатель Правительства Евгений Примаков назначил его первым заместителем министра финансов.
В марте 1999 года стал заместителем управляющего Европейского банка реконструкции и развития и вошёл в состав государственных представителей в Наблюдательном совете Российского банка развития.
Как предполагает в своей книге «Кремлёвские подряды: Последнее дело прокурора» бывший Генеральный прокурор Юрий Скуратов, в 1998 году заместитель министра финансов РФ Касьянов распорядился перевести 3,9 млрд долларов с корреспондентских счетов Центробанка прямо в США, на зарубежные корреспондентские счета ряда российских банков. Однако в то время Касьянов не курировал Федеральное казначейство и не имел полномочий на проведение подобных операций.

### Министр финансов
Весной 1999 года переговорный процесс с кредиторами осложнился из-за Балканского кризиса и внутриполитического кризиса: 12 мая в отставку было отправлено правительство Евгения Примакова. 25 мая 1999 года при формировании правительства Сергея Степашина президент Борис Ельцин назначил Касьянова министром финансов РФ. В июне он стал членом Совета Безопасности Российской Федерации. С первых же дней работы Касьянов сосредоточился на проблеме внешнего долга и на формировании бездефицитного бюджета на 2000 год. Когда не без участия России был урегулирован Балканский кризис и начали вновь налаживаться отношения с Западом, Касьянов сразу этим воспользовался для завершения переговоров с МВФ. В июле от МВФ пришёл первый после кризиса транш. Открывалась возможность договориться с другими кредиторами.
Касьянов предложил кредиторам план глобальной реструктуризации всех советских долгов с частичным списанием задолженности и переоформления основной части в ценные бумаги с долгосрочным сроком погашения. Лондонский клуб не принял и не отверг предложение Касьянова, что отводило от России опасность дефолта по долгам СССР. Правительство Степашина проработало три месяца и было распущено в августе. В сменившем его правительстве Владимира Путина Касьянов сохранил должность.
Начавшаяся война в Чечне способствовали приостановке переговоров с Лондонским клубом, а МВФ отказал России в новых кредитах. Тем не менее за несколько месяцев Касьянову удалось решить главные проблемы по российским внешним долгам и тем самым заложить основу для дальнейшего экономического роста. Сам Касьянов отмечал, что «благодаря умелому использованию результатов девальвации рубля, сокращения бюджетного дефицита и облегчения долгового бремени страны властям в 1998—1999 годах удалось создать условия для проведения системных реформ и перехода к устойчивому экономическому росту».
C 10 января 2000 года Касьянов — первый заместитель Председателя Правительства Российской Федерации. Одновременно он продолжал руководить Министерством финансов (в связи с тем, что Председатель Правительства Российской Федерации Владимир Путин одновременно исполнял обязанности Президента Российской Федерации, Касьянов фактически возглавлял Правительство). Начиная с 7 мая 2000 года (дня инаугурации Путина, избранного президентом) Касьянов исполнял обязанности председателя Правительства Российской Федерации и руководил Министерством финансов РФ. Разработанный Минфином проект бюджета на 2000 год был впервые за постсоветские годы утверждён всеми инстанциями исполнительной и законодательной власти. Даже оппозиционная президенту и правительству Госдума созыва 1995 года согласилась с документом. С принятием бюджета на 2000 год Россия избавилась от бюджетного дефицита, ушли в прошлое многомесячные задержки выплат заработной платы и пенсий. С начала 2000 года начинается общее оживление экономики и рост производства. Правительство находит средства для погашения долгов по зарплатам, повышения пенсий и других целей. Касьянов сумел довести до конца переговоры с Лондонским клубом по списанию 35 % советских долгов, что существенно сократило внешний долг России. К маю 2000 года под руководством Касьянова был разработан план предстоящих экономических реформ.
Издательская группа Euromoney Publications определила Касьянова лучшим министром финансов 2000 года стран Центральной и Восточной Европы.

### Председатель правительства (2000—2004)
17 мая 2000 по представлению президента Владимира Путина Государственная дума утвердила Михаила Касьянова председателем Правительства России. Сразу после этого был сформирован новый состав правительства. В нём, в частности, была упразднена должность первого вице-премьера (была восстановлена в ноябре 2005, когда этот пост занял Дмитрий Медведев). Правительство Касьянова осуществило меры по системной трансформации экономики и провело ряд структурных реформ. Среди них налоговая, бюджетная и пенсионная реформы, либерализация валютного регулирования и внешней торговли, земельная реформа и рыночные меры поддержки сельского хозяйства, другие преобразования.
Одной из самых успешных реформ правительства Касьянова эксперты называют налоговую реформу 2000—2002 годов. Была запущена обновлённая налоговая система с плоской шкалой налога на доходы физических лиц (13 %). Отменены оборотные налоги и сборы. Отлажена процедура таможенных сборов и платежей. Благодаря реформе снизились налоговые ставки, так налог на добавленную стоимость (НДС) был снижен до 18 %, а социальные налоги снижены до 26 % с применением регрессивной шкалы. Сократилось с 53 (в 1990-х гг) до 14 (в 2004 г.) количество налогов и сборов. Эти меры значительно увеличили фискальные поступления в бюджет. Ушли в прошлое бартер, так называемые зачёты налоговой задолженности и обязательств по бюджетному финансированию. Правительством Касьянова в 2003 году была реформирована система налогообложения нефтяных и газовых компаний. Основной идеей новой системы налогообложения нефтегазового сектора было изъятие сверхдоходов от высоких цен на энергоносители на международных товарных рынках и зачисление их в специально созданный стабилизационный фонд. Запущены системы обязательного автострахования, страхования банковских вкладов, проведена масштабная либерализация валютного рынка, государственная система поддержки сельского хозяйства и отечественного машиностроения (субсидирование процентной ставки по кредитам коммерческих банков).
Одной из важнейших заслуг кабинета Касьянова считается поддержка правительством развития малого и среднего бизнеса. Была введена Упрощённая система налогообложения (УСН) и Единый налог на вменённый доход (ЕНВД), облегчена система регистрации бизнеса и снизилось давление через проверки.
Правительство Касьянова утвердило полноценное право собственности на землю и начало передачу земель сельхозназначения в частный оборот. Рыночные способы поддержки сельского хозяйства позволили стране впервые за 90 лет полностью отказаться от закупок зерна за рубежом, обеспечить зерном не только себя, но и стать вновь одним из ведущих экспортёров на мировые рынки зерновых.
С 1 января 2002 года была запущена пенсионная реформа, обозначившая уход от распределительной к распределительно-накопительной системе. Целью реформы было увеличение размеров пенсий за счёт инвестирования в них части пенсионных отчислений и обеспечение реальной зависимости размеров пенсий от заработной платы работника. Запущена индексация пенсий в соответствии с инфляцией.
В 2003 году кабинет Касьянова начал проведение Административной реформы, которая была нацелена на существенное сокращение государственных функций и государственного аппарата. В течение уже первого года реформы правительству удалось добиться принятия ряда законов, упорядочивших управленческие функции. Правительство, проанализировав 5 тысяч государственных функций, признало 20 % из них избыточными и добилось их отмены. Ещё 30 % госфункций Правительство признало нуждающимися в уточнении.
Время работы кабинета Касьянова оценивается экспертами как один из самых продуктивных экономических периодов в истории современной России. С 2000 по 2004 год среднегодовые темпы роста ВВП России составили 6,8 %. Всего ВВП страны в 1999—2000 годах вырос на 38 %. Это способствовало быстрому росту доходов населения — зарплаты начали расти со средним темпом в 20 % в год. Количество бедных в стране уменьшилось с 42 млн в 2000 до 24 млн в 2004 году. Золотовалютные резервы Центрального банка выросли от $33 млрд до $87 млрд.
Бюджеты страны в эти годы исполнялись без дефицита при цене на нефть $20-25 долларов за баррель.
Отношения премьера Касьянова с Владимиром Путиным к 2003 году стали натянутыми. В октябре 2002 года сразу после захвата террористами заложников в театре на Дубровке Михаил Касьянов на заседании Совбеза выступил против немедленного штурма здания и настаивал на проведении переговоров с боевиками. После совещания Владимир Путин отправил премьера вместо себя на саммит АТЭС в Мексику.
В 2003 году у президента и премьера возникли разногласия по проведению реформы газового сектора. Она предполагала наряду с либерализацией газового рынка выделение из «Газпрома» транспортной составляющей и создание отдельной корпорации по транспортировке газа. Президент Путин трижды просил Касьянова отложить проведение этой реформы и заблокировал эту инициативу правительства.
Тогда же начались разногласия по политике России в отношении Украины и Белоруссии.
В июле 2003 года Касьянов осудил действия прокуратуры, заявив, что считает арест одного из совладельцев компании «ЮКОС» Платона Лебедева «чрезмерной мерой», разрушающей инвестиционный климат в стране. В октябре 2003 года Михаил Касьянов осудил арест Михаила Ходорковского, за что президент Путин публично перед телевизионными камерами отчитал премьера словами «прекратить истерику».
24 февраля 2004 года за две недели до президентских выборов Касьянов был отправлен в отставку с поста Председателя Правительства Российской Федерации вместе с Правительством по решению президента. Причиной отставки, возможно, послужил сигнал президенту о готовящемся заговоре Касьянова и Бориса Немцова против переизбрания Владимира Путина. По версии Михаила Делягина причиной отставки стал «совершенно нелепый» заговор Березовского с целью сорвать президентские выборы.
Касьянов занимает пятое место в истории постсоветской России по продолжительности нахождения на посту премьера правительства РФ (3 года 9 месяцев и 1 неделя), уступая Дмитрию Медведеву (2012—2020), Михаилу Мишустину (2020—н.в.), Владимиру Путину (1999—2000, 2008—2012) и Виктору Черномырдину (1992—1998).

## Политическая деятельность после отставки
По словам Касьянова, после отставки Владимир Путин трижды предлагал ему занять пост секретаря Совета безопасности, на что Касьянов отказывался, говоря, что может пойти только на избираемую должность. Путин также предлагал Касьянову работать по созданию международного банка по сотрудничеству с Европейским союзом. Через два месяца после бесланских событий, произошедших в начале сентября 2004 года, Касьянов сказал Путину, что прекращает взаимодействие с ним.

### История с дачей
В июле 2005 года депутат Госдумы от фракции «Единая Россия» Александр Хинштейн выступил с обвинениями в адрес Михаила Касьянова. По его словам, Касьянов в бытность премьером приватизировал в 2003 году по заниженной цене бывшую государственную дачу члена Политбюро ЦК КПСС Михаила Суслова «Сосновка-1». Опубликованные материалы были использованы Генеральной прокуратурой как повод для возбуждения 1 июля 2005 года уголовного дела в отношении гендиректора ФГУП «ВПК Инвест» Рамиля Гайсина по ст. 165 часть 3 Уголовного кодекса Российской Федерации («причинение имущественного ущерба в особо крупном размере путём обмана или злоупотребления доверием»). Публикация материалов и сообщение Генеральной прокуратуры о возбуждении уголовного дела совпали по времени с пребыванием Касьянова в отпуске за границей:
Я вернулся в Москву, несмотря на звучащие в мой адрес угрозы. У меня нет никаких сомнений в том, что планомерно развёрнутая клеветническая кампания по моей дискредитации, основанная на лжи и передёргивании фактов, находится в рамках общей стратегии власти по полной зачистке политического поля. Результаты реализации такой стратегии налицо — растущие общественное отчуждение и неуверенность граждан в своём будущем, замедление экономического роста на фоне рекордных экспортных цен и неуклонное падение международного авторитета России. Создание условий для реального, небутафорского политического процесса, предполагающего публичное обсуждение различных точек зрения по поводу ситуации в стране и свободу выбора между ними, — это та задача, над которой я продолжу работать.
Между тем, предположения Хинштейна не подтвердились. Объект «Сосновка-1» был приобретен Касьяновым уже после ухода с государственной службы на законных основаниях. В 1996 году компания «Эвихон» арендовала объект на 49 лет у «Госкомимущества». Затем «Сосновка-1» была передана в ведение компании «ВПК-Инвест», которая в 2003 году получила право на продажу дач. Сначала «Сосновка-1» была приобретена компанией «Амелия», а уже в 2004 году перепродана Михаилу Касьянову. В 2006 году московский Арбитражный суд признал Касьянова добросовестным приобретателем и отказал в возврате имущества государству. Тем не менее, Росимущество подало новые иски и в 2007 году решением суда дача была возвращена в государственную собственность.

### Подготовка к выборам президента в 2008 году
В сентябре 2005 года Касьянов снова заявил о своём намерении участвовать в президентских выборах и выступил с критикой деятельности российской власти.
В октябре 2005 года Касьянов в интервью британской газете «The Guardian», в частности, сказал, что «использует огромные доходы от высоких цен на нефть для модернизации трубопроводов. Такие проекты помогут снизить рыночные цены на нефть и газ». Касьянов также считал, что «справедливая цена» нефти составляет 20—25 долларов за баррель.
В апреле 2005 года Березовский сообщил в своём интервью: «Я не почувствовал, что Касьянов обладает достаточной волей, чтобы возглавить протестное движение». По его мнению, у Касьянова хороший потенциал публичного политика, однако ему сильно вредила его нерешительность".
В ноябре 2005 года Касьянов заявил о намерении возглавить Демократическую партию России и опираться на неё в ходе своей предвыборной кампании. Для того, чтобы воспрепятствовать этому, российские власти спешно организовали проведение «параллельного» съезда ДПР, на котором руководство партией было передано Андрею Богданову.
8 апреля 2006 года Касьянов возглавил новое межрегиональное движение «Народно-демократический союз». 1 июля 2006 года движение преобразовалось в общероссийское движение «Российский Народно-демократический союз».
11-12 июля 2006 года участвовал в общенациональном оппозиционном форуме «Другая Россия», после чего вошёл в политическое совещание коалиции, ставящее своей целью создание демократического государства.
На втором съезде РНДС, прошедшем 1-2 июня 2007 года, один из лидеров «Другой России» — Эдуард Лимонов заявил, что хотел бы видеть Михаила Касьянова единым кандидатом от «Другой России». Однако, 3 июля 2007 года Касьянов заявил о выходе из коалиции «Другая Россия».
22 сентября 2007 года Касьянов избран председателем создаваемой им на базе РНДС партии «Народ за демократию и справедливость».
27 января 2008 года Касьянову было официально отказано в регистрации в качестве кандидата в Президенты Российской Федерации. Причиной для отказа послужило низкое качество подписных листов. Федеральная регистрационная служба менее чем через сутки также отказала в регистрации партии.
1 февраля того же года Касьянов безуспешно пытался опротестовать отказ Центризбиркома в Верховном суде РФ. Попыток участия в дальнейших президентских кампаниях не принимал.

### Сопредседатель Партии народной свободы
В сентябре 2010 года Михаил Касьянов вместе с Борисом Немцовым, Владимиром Рыжковым и Владимиром Миловым возглавили коалицию «За Россию без произвола и коррупции», которая в декабре того же года была преобразована в Партию народной свободы. В июне 2011 года накануне очередных выборов в Государственную думу Минюст отказал партии в регистрации (смогла зарегистрироваться только после кампании).

### «Список Немцова»
В апреле 2015 года Касьянов составил так называемый «список Немцова», в который включил ряд российских журналистов, телеведущих и их руководителей:
- Владимира Соловьёва;
- Аркадия Мамонтова;
- Андрея Караулова;
- Дмитрия Киселёва;
- Константина Сёмина;
- Владимира Кулистикова;
- Олега Добродеева;
- Алексея Пушкова.

23 апреля Касьянов передал список российских журналистов, участвовавших, по его мнению, в травле Бориса Немцова, руководству Конгресса США для включения в санкционный список в рамках закона Магнитского: запрет на въезд и заморозку активов, размещённых в США.
Уполномоченный по правам человека в России Элла Памфилова подвергла критике поступок Михаила Касьянова: «Я считаю, что апеллировать к конгрессу чужой страны вместо того, чтобы апеллировать к собственному народу, неприлично. А вводить санкции в отношении журналистов — ещё более неприлично. Всякого рода административные меры — это просто дискредитация свободы слова и свободы информации». Сергей Кургинян в 116-м выпуске программы «Поединок» сказал следующее: «Когда человек доносит на журналистов в Вашингтон, просто доносит, пишет подмётные листы — плюньте ему в лицо и не пожимайте руки».

### Выборы в Государственную думу 2016 года
11 декабря 2015 года Алексей Навальный на форуме Демократической коалиции объявил, что Касьянов возглавит коалиционный список на выборах в Госдуму.
1 апреля 2016 года телеканал НТВ показал фильм «Касьянов день», включавший в себя, в числе прочего, видеозапись интимных сцен с участием, как утверждали его авторы, члена «Парнаса» Натальи Пелевиной и Михаила Касьянова. В фильм также были включены записи разговора, участники которого негативно отзываются о представителях оппозиции, включая Алексея Навального и Илью Яшина. 12 апреля заместитель председателя партии «ПАРНАС» Илья Яшин поставил на заседании бюро федерального политсовета вопрос об отказе от квоты председателя партии Касьянова на первое место в списке партии на выборах в Госдуму и о том, что все места в списке в сегодняшней ситуации должны быть определены с помощью процедуры праймериз. Яшин заявил, что после выхода скандального фильма «фактически возможности Касьянова как лидера списка оказались парализованы». Касьянов предложение Яшина отверг, после этого Яшин заявил, что не будет участвовать в партийных праймериз. Бюро встало на сторону Касьянова и не поддержало Яшина, указав в протоколе, что с декабря 2015 года власти развернули кампанию «психологического давления и травли в отношении председателя Партии» и соратники не должны реагировать на их провокации.

### Угрозы и нападения
В феврале 2016 года Касьянов заявил о множестве сообщений с угрозой убийства, которые он получил в конце 2015 — начале 2016 года. По словам политика, после убийства его соратника Бориса Немцова и решения возглавить список ПАРНАС на выборах в Госдуму — Кремль и националистические группировки назначили его «врагом номер один».
За несколько дней до этого на политика было совершено несколько нападений. 5 февраля 2016 года неизвестные распылили перцовый спрей во время встречи Касьянова с активистами в Санкт-Петербурге. 9 февраля 2016 года группа лиц бросила в него торт в московском ресторане и выкрикивала угрозы в его адрес, их было от 4 до 20 человек, они общались между собой на чеченском языке. Вскоре после инцидента возле ресторана на улице Охотный ряд были задержаны сотрудники полиции Чечни. Нападениям предшествовала публикация 1 февраля 2016 года главой Чечни Рамзаном Кадыровым видео в Instagram, где Касьянов был изображён в прицеле снайперской винтовки.
26 февраля 2017 года, во время марша памяти Бориса Немцова в Москве, Касьянов возглавлял одну из колонн. По ходу мероприятия неизвестный мужчина брызнул оппозиционеру из шприца зелёнкой в лицо. Кроме того, кто-то напал на журналиста Александра Сотника, освещавшего акцию. Касьянов не стал подавать заявление на облившего его зелёнкой человека.

## Оценки и мнения
Владимир Путин на прямой линии 15 декабря 2011 года о Касьянове:

Вопрос: Почему в стране нет реальной оппозиции? Почему Минюст не даёт возможности зарегистрировать «Партию народной свободы» Михаила Касьянова?
В. Путин: … Что касается самого М. Касьянова. Как вы знаете, я напомню, он же был Председателем Правительства Российской Федерации, когда я исполнял обязанности Президента России. И тогда ещё многие либерально настроенные и уважаемые в либеральных кругах члены Правительства Российской Федерации, скажем, тот же Греф Герман Оскарович или упоминавшийся здесь другой в недавнем прошлом министр [Кудрин] приходили ко мне и говорили, требовали убрать М. Касьянова из Правительства. И говорили: мы с этим жуликом работать не будем вместе — или он, или мы.
Вы знаете, и кличку к нему в своё время прилепили, до того как он пришёл в Правительство, — «Миша 2 процента». Потому что якобы он был замешан в каких-то коррупционных вещах. Но поскольку доказательств этому не было, и, кроме межличностных симпатий и антипатий, я ничего не видел, я позволил ему доработать до конца своего срока.
Работал ли он эффективно? Ну, первые год-полтора старался что-то делать. Вторые два года активность была нулевая. Я думаю, что он уже тогда думал о том, чтобы стать Президентом, и боялся совершить какие-то неосторожные шаги, потому что работа во главе Правительства Российской Федерации связана с постоянными угрозами для политической составляющей. Очень много нужно принимать конкретных решений. По сути, Михаил Михайлович уходил от этих решений, но тем не менее он доработал.
Что я могу сказать. Знаете, перефразируя Владимира Владимировича Маяковского, могу сказать: «Я знаю, город будет, я знаю, саду цвесть, когда такие люди в стане оппозиции есть». Будем регистрировать, наверное, посмотрим, надо менять как-то законодательство. Повторяю, можно либерализовать, можно двигаться в этом направлении.
— s:Разговор с Владимиром Путиным. Продолжение (15 декабря 2011 года)
Упомянутые в высказывании Путина министры по-разному прокомментировали его утверждения. Глава Сбербанка Герман Греф подтвердил, а бывший министр финансов Кудрин опроверг и сказал, что его разногласия с Касьяновым касались темпов реформ, и он не обвинял Касьянова в жульничестве.
В 2009 году Михаил Касьянов вспоминал, как после его отставки с поста премьер-министра, когда он принял решение «прекратить всякое взаимодействие с властью», на последней его встрече с президентом Путин заявил: «Знайте, если начнёте заниматься оппозиционной деятельностью, я всё равно вас пережму. И добавил, что в 1999 году, когда я был министром финансов, по Москве ходили слухи про Мишу-Два-Процента. Я отреагировал: „Вы же прекрасно знаете, что это полная чушь“. На что Путин сказал: „В народе говорят, что дыма без огня не бывает. Так что имейте это в виду“».
Валерия Новодворская 14 февраля 2007 года в студии журнала The New Times охарактеризовала Михаила Касьянова следующим образом:

Касьянов был министром Путина довольно много лет и как-то прекрасно с ним уживался, а только когда его Путин выгнал, стал демократом. Согласитесь, это подозрительно. Не поздно ли он стал демократом? И первое его демократическое деяние, насколько я помню, ещё до турне в США — он зачем-то с Прохановым вместе сфотографировался и с Лимоновым пошёл обниматься. У меня есть много очень предположений насчёт господина Касьянова: что он полностью профан в политике, что он в ней совершенно ничего не понимает и что это полностью кремлёвский проект. Так что, если он и получал где-то инструкции, то я сильно сомневаюсь, что в США, а не в другом каком-нибудь месте.— Ток-шоу на "NewTimes.ru" от 14 Февраля 2007 16:05 (недоступная ссылка), Валерия Новодворская
Однако позже Новодворская сделала другое заявление о Касьянове:

… Вы здесь не называете Михаила Касьянова, а он тоже и честный, и порядочный человек с большим очень опытом управления государством, высказывавшийся против преследования Ходорковского, Юкоса, ушедший в оппозицию, достаточно бесстрашный человек, западник и уж он социализм не будет строить точно. Вот тоже прекрасный кандидат в президенты. — Видеообращение в блоге Новодворской в «Живом Журнале» от 26 декабря 2009, Валерия Новодворская
В прессе о Касьянове упоминалось прозвище «Миша-Два-Процента», которое берёт начало ещё от работы Касьянова в Минфине, банках и коммерческих структурах. В своей книге «Без Путина» (с. 102—104) Касьянов пишет, что эта ложная информация в 1999 году распространялась медиаолигархом В. Гусинским за отказ министра финансов Касьянова простить госкредит в 150 млн долларов, выданный на создание спутникового телевизионного канала «НТВ-Плюс». В результате «в газете „Сегодня“, входившей в холдинг Гусинского, появилась подмётная статья. В ней рассказывалось о том, что по Москве ходят слухи: мол, новый министр финансов якобы берёт „откаты“, за это его прозвали Миша-Два-Процента».

## Политические взгляды
Касьянов критически относится к советским лидерам. Считает недопустимым памятники Дзержинскому, полагает, что тело Ленина должно быть вынесено из мавзолея и захоронено.
Не одобряет внешнюю политику России 2014—2015 годов по отношению к Украине. В частности, 10 апреля 2014 года в интервью программе «Особое мнение» на радио «Эхо Москвы» заявил, что Россия осуществила аннексию Крыма, что «де-факто Путин украл у жителей Крыма возможность когда-то в будущем решать свою судьбу через настоящий референдум по согласованию с украинскими властями». В сентябре 2014 года подписал заявление с требованием «прекратить агрессивную авантюру: вывести с территории Украины российские войска и прекратить пропагандистскую, материальную и военную поддержку сепаратистам на Юго-Востоке Украины». В марте 2015 года, выступая в Европейском парламенте, заявил, что считает правильным введение Западом санкций против правительственных чиновников России.
Во внутренней политике критикует коррупцию, считает, что нелегальная миграция является её следствием.
Михаила Касьянова называют как либералом так и консерватором, в интервью Radio Baltkom он сказал:
«Это оценивают политологи, к чему относить ту или иную политическую силу или того или иного политического деятеля, ну да, в России мы (ПарНаС) называемся либералами… Мы либеральные консерваторы или консервативные либералы — это означает такой правый крен у либеральных настроений, всё новое, но с учётом традиций, с учётом того хорошего что было нажито страной…».

## Семья
Жена — Ирина Борисовна Касьянова (девичья фамилия Борисова), родилась 13 апреля 1956 года, училась в одной школе с Михаилом, выпускница экономического факультета МГУ. Работала преподавателем политэкономии, в настоящее время[какое?] — пенсионерка.
Дочери: Наталья Клиновская (девичья фамилия Касьянова), родилась 9 ноября 1984 года, выпускница факультета политологии МГИМО, в 2006 году вышла замуж за Андрея Клиновского, выпускника МГИМО, сына соучредителя компании «Эпицентр Маркет» и гендиректора компании «Шелтер Корп» Тимура Клиновского; Александра Касьянова, родилась в апреле 2005 года. Есть две дочери, родившиеся в 2007 и 2009 годах.

## Награды
- Благодарность Президента Российской Федерации (21 апреля 1996 года) — за заслуги перед государством, связанные с укреплением финансового положения страны[103]
- 2004 — Премия «GQ Человек года» в номинации «Политик года»[104].

## Интервью
Михаил Касьянов и Лев Шлосберг: «Россия. Украина. Будущее» / Люди мира // ГражданинЪ TV. 17 мая 2023.